# Коноплеуборочный комбайн

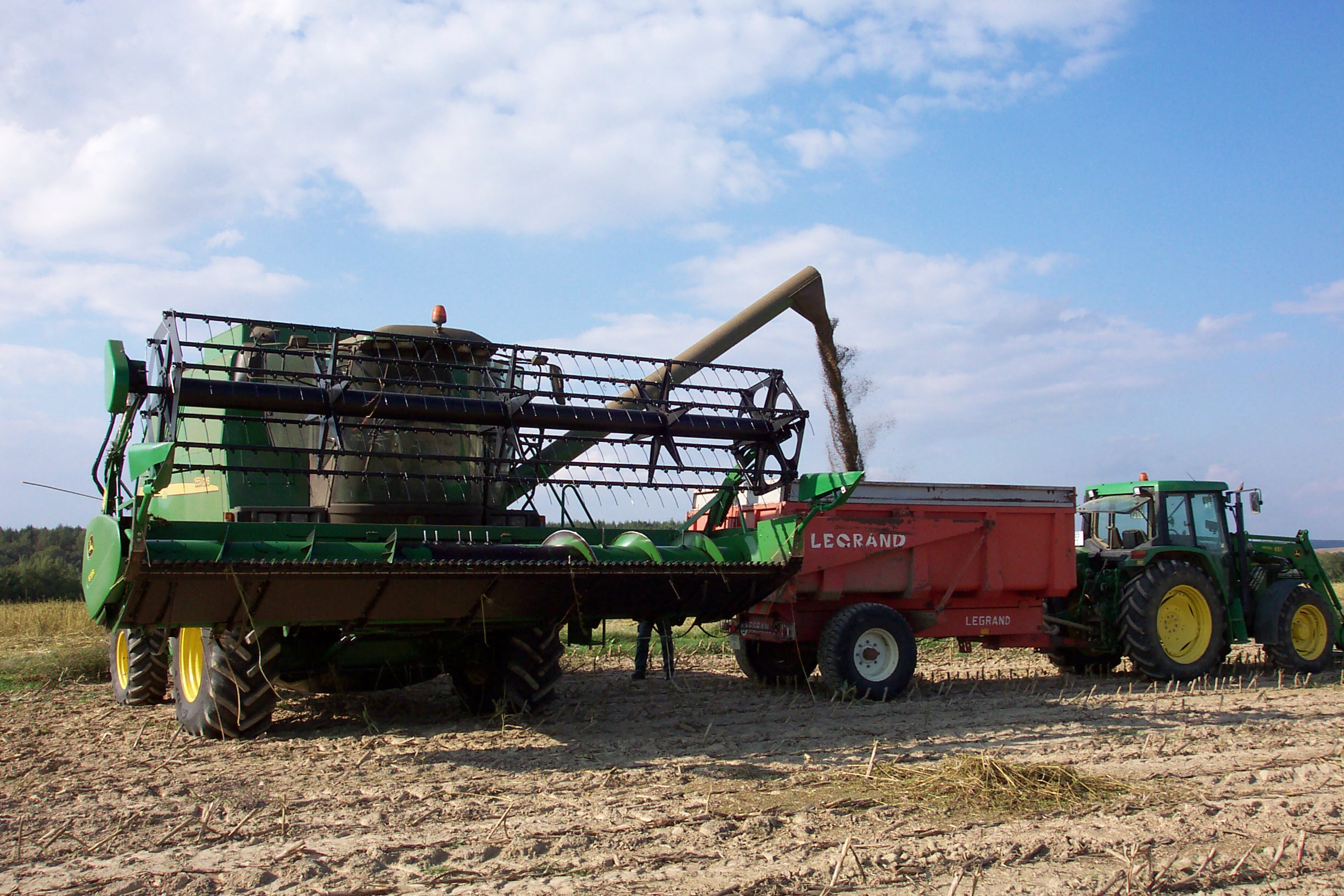
Выгрузка намолоченных семян конопли из бункера комбайна. Франция

Коноплеуборочный комбайн — тип сельскохозяйственного комбайна, применяемый в коноплеводстве. Предназначается для скашивания и обмолота конопли, очистки её семян с последующим их сбором в бункер, а также сбора соломы в снопы.

## Особенности конструкции
Коноплеуборочные комбайны обычно выполняются прицепными. Машины, выпущенные в СССР и на постсоветском пространстве, предназначены для уборки среднерусской и южной конопли (имеющих высоту стеблестоя 1—3 м) и агрегатируются с тракторами, имеющими тяговый класс 1,4.
Основными рабочими органами коноплеуборочного комбайна являются режущий аппарат, транспортёры, молотильный аппарат, транспортёр вороха, тёрка, воздушно-решётная очистка, элеватор зерна и вязальный аппарат. Стебли конопли срезаются режущим аппаратом, после чего секционный и игольчатый транспортёры доставляют их к зажимному транспортёру, подающему их в молотильный аппарат, состоящий из нескольких барабанов и отделяющий от стеблей семена и соцветия. Обмолоченные стебли перемещаются транспортёром на стол вязального аппарата, где формируются в снопы и обвязываются шпагатом, после чего выбрасываются на поле. Транспортёр вороха перемещает семена и соцветия в тёрку, где из головок соцветий выделяются семена, после чего вся масса подаётся на стан воздушно-решётчатой очистки. Очищенные семена доставляются при помощи элеватора и шнека в бункер, откуда они выгружаются рабочим и упаковываются в мешки.